# Megaelosia apuana
Megaelosia apuana, vulgarmente chamado de rã-de-riacho e rã-de-cachoeira, é uma espécie de anfíbio da família dos hilodídeos (Hylodidae). É endémica do Brasil. Os seus habitats naturais são: regiões subtropicais ou tropicais úmidas de alta altitude e rios. Está ameaçada por perda de habitat.

## Distribuição e habitat
Megaelosia apuana é endêmica do Brasil e ocorre no Sudeste, entre os estados do Espírito Santo e Minas Gerais. No Espírito Santo há registro nas nascentes do rio Jucu (entre 1 200 e 1 500 metros de altitude), que são sua localidade tipo, no município de Domingos Martins, perto do Parque Estadual Pedra Azul, na região do município de Santa Teresa e no Parque Estadual Forro Grande, no município de Castelo. Em Minas Gerais, há registro do Parque Nacional do Caparaó e na Reserva Particular do Patrimônio Natural Estação Biológica Mata do Sossego, no município de Simonésia. A partir dos seus pontos de ocorrência, foi calculado com o mínimo polígono convexo que sua área de habitação é de 5 479,51 quilômetros quadrados. É uma espécie típica de água limpa e baixa temperatura de riachos estreitos de fundo rochoso, com algumas poças lênticas, e em riachos em meio à área montanhosa florestada do bioma da Mata Atlântica (regiões subtropicais ou tropicais úmidas).

## Comportamento
Megaelosia apuana é arisco e mergulha quando incomodado. Os girinos geralmente são observados à noite, enquanto os adultos têm maior atividade crepuscular. Sua detectabilidade varia ao longo do ano, mas é mais comum na estação seca.

## Conservação
É desconhecida a tendência populacional de Megaelosia apuana. A espécie está ameaçada pelas alterações ambientais de origem antrópica, mesmo nas áreas protegidas nas quais ocorre. Em sua localidade-tipo, por exemplo, a nascente do Jucu é utilizada por agricultores para que o gado beba. Pesticidas em culturas de morango e hortaliças, barramentos para aproveitamento hidrelétrico, extração de madeira nativa, plantio de eucalipto e expansão urbana fruto do turismo são outras causas de distúrbio. A espécie ocorre na área de abrangência do Plano de Ação Nacional para a Conservação da Herpetofauna da Mata Atlântica do Sudeste aprovado pelo Instituto Brasileiro do Meio Ambiente e dos Recursos Naturais Renováveis (IBAMA) e coordenado pelo Instituto Chico Mendes de Conservação da Biodiversidade (ICMBio). Em 2004, a União Internacional para a Conservação da Natureza listou a espécie em sua Lista Vermelha sob a rubrica de "dados insuficientes". Em 2005, foi classificado como vulnerável na Lista de Espécies da Fauna Ameaçadas do Espírito Santo; e em 2018, como quase ameaçado na Lista Vermelha do Livro Vermelho da Fauna Brasileira Ameaçada de Extinção do ICMBio.